# Rhodopis (Hetäre)

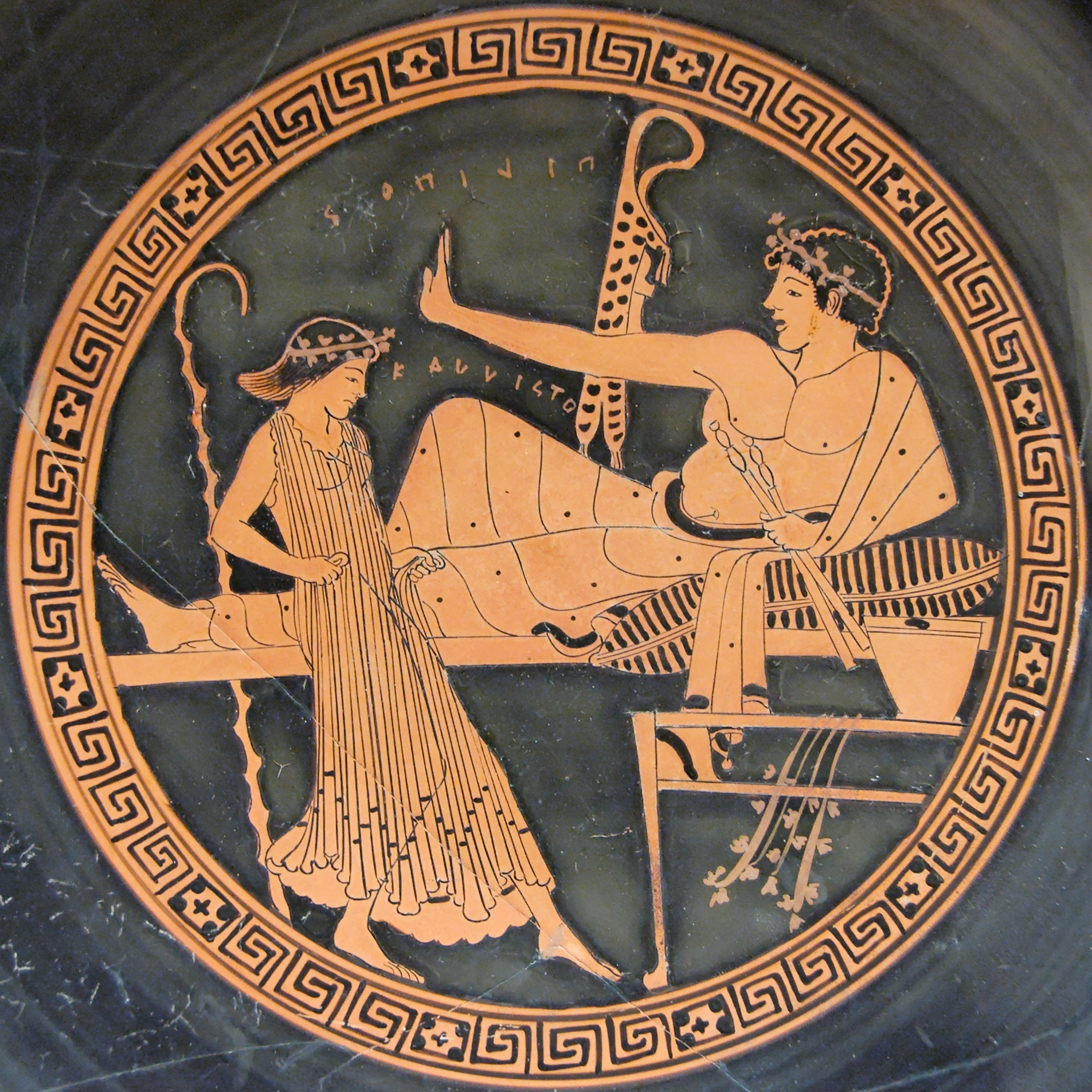
Tanzende Hetäre, um 490 v. Chr.

Rhodopis (altgriechisch Ῥοδῶπις, übersetzt „von rosigem Aussehen“; Alternativ-Namen: Rhadopis, Rodope, Rhodopa, Doricha, Dorija, Dórica) ist der Name einer bei Herodot erwähnten Hetäre in Ägypten um die erste Hälfte des 6. Jh. v. Chr. Ihre legendäre Schönheit machte sie bereits in der Antike zu einem Mythos. Mit ihrem Namen ist eine antike Fabel verbunden, deren Motiv an das Märchen vom Aschenputtel erinnert. Schriftlich überliefert durch den griechischen Geschichtsschreiber Strabon im 1. Jahrhundert v. Chr., kann sie als die älteste Variante des Aschenputtel-Motivs gelten.

## Die Hetäre Rhodopis bei Herodot
Die bei Herodot († um 425 v. Chr.) bezeugte Hetäre Rhodopis war vermutlich Thrakerin und zunächst Sklavin des Iadmon von Samos, dem auch der Geschichtenerzähler Aesop gehört haben soll. Der Samier Xanthos brachte sie in der Regierungszeit von Amasis nach Ägypten, wo sie Charaxos (altgriechisch Χάραξος), der Bruder der Sappho, der sich dort auf einer Handelsreise befand, freigekauft habe. Rhodopis blieb in Ägypten und kam durch ihre Schönheit zu eigenem Vermögen, dessen zehnten Teil sie in Form von eisernen Ochsenbratspießen dem Tempel in Delphi stiftete.
Herodot zufolge kannte jeder Grieche die Geschichte der Rhodopis. Von einigen wurde ihr die Mykerinos-Pyramide in Gizeh fälschlich zugesprochen, hier setzt bereits zu seiner Zeit die Legendenbildung ein. Ihre Identität mit Doricha, der fatalen Geliebten des Charaxos, wie sie 400 Jahre später Strabon annimmt, ist unsicher. Da Rhodopis „von rosigem Aussehen“ bedeutet, ist zwar vorstellbar, dass es sich um die Berufsbezeichnung einer hellhäutigen Hetäre handelte, aber ob ihr wahrer Name Doricha war, ist nicht festzustellen. Wahrscheinlicher ist es, dass hier zwei Frauen verwechselt wurden, wie bereits der antike Schriftsteller Athenaios annahm.

## Die Legende von Rhodopis bei Strabon
Bei Strabon († nach 23 n. Chr.) wird Rhodopis endgültig zur Märchenfigur. Er erzählt die Legende wie folgt:
„Die Pyramide wird „das Grab der Hetäre“ genannt – das von ihren Liebhabern errichtet sein soll –, der Hetäre, die Sappho, die Liederdichterin, Doricha nennt und die die Geliebte ihre Bruders Charaxos war, der als Kaufmann Lesbischen Wein nach Naukratis zu bringen pflegte; Andere dagegen nennen sie Rhodopis. Man fabelt, dass, als sie sich badete, ein Adler ihrer Dienerin einen ihrer Schuhe entriss, nach Memphis brachte und, als der dem König, der im Freien zu Gericht saß, zu Häupten war, ihm den Schuh in den Schoß fallen ließ; dieser, sowohl durch die Form des Schuhs als durch das Wunderbare des Vorfalls dazu ermuntert, habe im Lande umhergeschickt, um nach der Frau zu suchen, die diesen Schuh trug, und als sie in der Stadt der Naukratiter gefunden worden war, habe man sie zu ihm gebracht und sie sei die Frau des Königs geworden; als sie gestorben war, habe sie besagtes Grab bekommen.“
Der römische Autor Claudius Aelianus († nach 222  n. Chr.) gibt in seiner „Bunten Geschichte“ das wundersame Schicksal der Rhodopis ebenfalls kurz wieder. Als den König benennt er einen der Psammetichs.

## Nachwirken
Das Motiv des verlorenen Schuhs und die Brautsuche mittels Schuh taucht in späteren Jahrhunderten in zahlreichen Volksmärchen wieder auf. So nach den Griechen und Römern etwa auch in Persien, in China und zuletzt im Märchen vom Aschenputtel.